# Aeródromo Vilcashuamán
Aeródromo Vilcashuamán (IATA: SPVN) es un aeródromo que sirve la ciudad de Vilcashuamán en la Región Ayacucho del Perú . La pista de aterrizaje muy alta elevación ha levantamiento del terreno en todos los cuadrantes.
Este aeródromo es operado por CORPAC S.A.